# Steve Berry
Steve Berry (2 settembre 1955) è un avvocato e scrittore statunitense.
Laureato alla Walter F. George School of Law (Mercer University), esercita la professione di avvocato per venticinque anni, prima di dedicarsi alla letteratura thriller. Vive nella contea di Camden, in Georgia.
Le prime apparizioni letterarie di Steve Berry furono nel 2003 con lo storico thriller The Amber Room e poi nel 2004 con La profezia dei Romanov. Steve Berry ha iniziato a scrivere nel 1990, e per 12 anni è stato rifiutato per ben 85 volte da cinque diversi editori, alla fine è riuscito a vendere il suo manoscritto alla Ballantine Books..
I romanzi di Steve Berry sono presenti come best seller nelle classifiche di New York Times, USA Today, Publishers Weekly e BookSense. Ha venduto circa 17 milioni di copie, che sono state tradotte in 40 lingue in 51 paesi. Steve Berry usa molto del suo tempo per scrivere e pianificare nuovi romanzi, insegnare le tecniche di scrittura al pubblico nel mondo, giocando a golf o andando al mare.

## Opere

### Serie conCotton Malone
1. L'ultima cospirazione (The Templar Legacy, 2006), traduzione di Gianluigi Zuddas, Editrice Nord, 2006, ISBN 978-88-429-1453-2
2. Le ceneri di Alessandria (The Alexandria Link, 2007), traduzione di Anna Martini, Editrice Nord, 2007, ISBN 978-88-429-1520-1
3. L'ombra del leone (The Venetian Betrayal, 2007), traduzione di Elisa Villa, Editrice Nord, 2008, ISBN 978-88-429-1578-2
4. La tomba di ghiaccio (The Charlemagne Pursuit, 2008), traduzione di Elisa Villa, Editrice Nord, 2009, ISBN 978-88-429-1628-4
5. Il tesoro dell'Imperatore (The Paris Vendetta, 2009), traduzione di Elisa Villa, Editrice Nord, 2010, ISBN 978-88-429-1670-3
6. L'esercito fantasma (The Emperor's Tomb, 2010), traduzione di Anna Martini, Editrice Nord, 2011, ISBN 978-88-429-1830-1
7. Il sigillo dei traditori (The Jefferson Key, 2011), traduzione di Alessandro Storti, Editrice Nord, 2012, ISBN 978-88-429-1949-0
8. Le chiavi del potere (The King's Deception, 2013), traduzione di Alessandro Storti, Editrice Nord, 2013, ISBN 978-88-429-2333-6
9. La congiura del silenzio (The Lincoln Myth, 2014), traduzione di Alessandro Storti, Editrice Nord, 2014, ISBN 978-88-429-2521-7
10. Il patto dei giusti (The Patriot threat, 2015), traduzione di Alessandro Storti, Editrice Nord, 2015, ISBN 978-88-429-2657-3
11. Il giorno del giuramento (The 14th Colony, 2016), traduzione di Alessandro Storti, Editrice Nord, 2016, ISBN 978-88-429-2859-1
12. La chiave dell'inferno (The Lost Order, 2017), traduzione di Alessandro Storti, Editrice Nord, 2017, ISBN 978-88-429-3016-7
13. Il momento della verità (The Bishop's Pawn, 2018), traduzione di Claudia Valentini, Editrice Nord, 2018, ISBN 9788842930938
14. I cavalieri dell’Apocalisse (The Malta Exchange, 2019), traduzione di Alessandro Storti, Editrice Nord, 2019, ISBN 9788842932215
15. Il marchio della fenice (The Warsaw Protocol, 2020), traduzione di Alessandro Storti, Editrice Nord, 2020, ISBN 9788842932949
16. La rete del Führer (The Kaiser's Web, 2021), traduzione di Alessandro Storti, Editrice Nord, 2021, ISBN 9788842933977
17. L'ultimo regno (The Last Kingdom, 2023), traduzione di Alessandro Storti, Editrice Nord, 2023, ISBN 9788842935766

### Altri romanzi
- La stanza segreta dello zar (The Amber Room, 2003), traduzione di Flavio Iannelli, Tre60, 2016 ISBN 978-88-6702-318-9
- La profezia dei Romanov (The Romanov Prophecy, 2004), traduzione di Beatrice Verri, Editrice Nord, 2018, ISBN 978-88-429-1398-6
- Il terzo segreto (The Third Secret, 2005), traduzione di Carla Gaiba, Editrice Nord, 2005, ISBN 978-88-429-1409-9
- Il sepolcro segreto (The Columbus Affair, 2012), traduzione di Paolo Scopacasa, Editrice Nord, 2013, ISBN 978-88-429-3016-7
- Il sigillo della Vergine (The Omega Factor, 2022), traduzione di Alessandro Storti, Editrice Nord, 2021, ISBN 978-88-429-3016-7

### eBooks
Berry ha anche pubblicato quattro brevi storie nel solo formato eBook, che narrano le vicende dei personaggi secondari della serie di Cotton Malone. Le storie sono dei prequel rispettivamente de L'esercito fantasma, Il sigillo dei traditori, Il sepolcro segreto e Le chiavi del potere.
- The Balkan Escape (2010)
- The Devil's Gold (2011)
- Il diario perduto (The Admiral's Mark, 2012)
- The Tudor Plot (2013)